# 眼球線維膜
眼球線維膜（がんきゅうせんいまく、英:fibrous tunic of eyeball）とは眼球壁の最外層。丈夫な結合組織層であり、透明な角膜と白く不透明な強膜から構成される。